# Brownfields (Louisiana)
Brownfields és una població dels Estats Units a l'estat de Louisiana. Segons el cens del 2000 tenia 5.222 habitants.

## Demografia
Segons el cens del 2000, Brownfields tenia 5.222 habitants, 1.884 habitatges, i 1.428 famílies. La densitat de població era de 488,2 habitants/km².
Dels 1.884 habitatges en un 35,1% hi vivien nens de menys de 18 anys, en un 56,2% hi vivien parelles casades, en un 16,1% dones solteres, i en un 24,2% no eren unitats familiars. En el 21,1% dels habitatges hi vivien persones soles el 8,7% de les quals corresponia a persones de 65 anys o més que vivien soles. El nombre mitjà de persones vivint en cada habitatge era de 2,69 i el nombre mitjà de persones que vivien en cada família era de 3,14.
Per edats la població es repartia de la següent manera: un 25,9% tenia menys de 18 anys, un 9,2% entre 18 i 24, un 26,4% entre 25 i 44, un 25,1% de 45 a 60 i un 13,4% 65 anys o més.
L'edat mediana era de 38 anys. Per cada 100 dones de 18 o més anys hi havia 86,4 homes.
La renda mediana per habitatge era de 38.103 $ i la renda mediana per família de 41.943 $. Els homes tenien una renda mediana de 34.135 $ mentre que les dones 22.279 $. La renda per capita de la població era de 15.894 $. Entorn de l'11,6% de les famílies i el 10,2% de la població estaven per davall del llindar de pobresa.

## Poblacions més properes
El següent diagrama mostra les poblacions més properes.